# 拉多欣齊
49°40′39″N 22°59′34″E / 49.67750°N 22.99278°E
拉多欣齊（烏克蘭語：Радохинці），是烏克蘭西部的村莊，隸屬利維夫州的亞沃里夫區。該村始建於1940年，面積2.92平方公里，海拔高度244米，2001年人口559，人口密度每平方公里191.37人。